# Serra Pedace
Serra Pedace là một thị xã và comune  ở tỉnh Cosenza trong vùng Calabria miền nam nước Ý.
Đô thị Serra Pedace có diện tích 59 ki lô mét vuông, dân số thời điểm năm 2007 là 1050 người.
Đô thị này có các đơn vị dân cư (frazioni) sau: Silvana Mansio, S. Nicola Silano, Righìo.